# Liste der Naturschutzgebiete in Freiburg im Breisgau
In Freiburg im Breisgau gibt es 8 Naturschutzgebiete. Für die Ausweisung von Naturschutzgebieten ist das Regierungspräsidium Freiburg zuständig. Nach der Schutzgebietsstatistik der Landesanstalt für Umwelt, Messungen und Naturschutz Baden-Württemberg (LUBW) stehen 813,91 Hektar Fläche des Stadtkreises unter Naturschutz, das sind 5,32 Prozent.
| Name                          | Bild | Kennung            | Einzelheiten | Position | Fläche Hektar | Datum         |
| ----------------------------- | ---- | ------------------ | --- | -------- | ------------- | ------------- |
| Honigbuck                     |      | 3.066 WDPA: 81932  | Freiburg im Breisgau Bewaldeter Lößrücken (230 m) im Mooswald, im Bereich einer Jurascholle am Rande der Rheinebene. Artenreicher Waldbestand mit Eiche, Buche und Hainbuche. | ⊙        | 7,5           | 10. Dez. 1963 |
| Arlesheimersee                |      | 3.070 WDPA: 81315  | Freiburg im Breisgau Durch Kiesentnahme für den Autobahnbau entstandener See im Arlesheimer Wald. Studiengebiet für verschiedene Institute der Universität Freiburg über die Besiedlung des Sees und seiner Ufer durch Pflanzen und Tiere; Nist- und Rastplatz für Wasservögel. | ⊙        | 22,8          | 8. Aug. 1966  |
| Freiburger Rieselfeld         |      | 3.212 WDPA: 163146 | Freiburg im Breisgau Landschaftlich reizvolle und charakteristische Strukturen des ehemaligen Rieselfeldes als wesentliche Bestandteile einer historischen Kulturlandschaft; naturnahe Feuchtwälder; Lebensraum einer Vielzahl seltener und z. T. gefährdeter Tier- und Pflanzenarten. (NR: Freiburger Bucht). | ⊙        | 256,8         | 6. Dez. 1995  |
| Gaisenmoos                    |      | 3.213 WDPA: 163185 | Freiburg im Breisgau Strukturreiche Feuchtwälder mit seltenen Pflanzengemeinschaften, unter anderem Schwarzerlenbruchwälder; zahlreiche seltene Tier- und Pflanzenarten, unter anderem Farnarten; hervorragendes Beispiel für Quellaustritte des Dreisamschwemmfächers. | ⊙        | 25,5          | 22. Sep. 1995 |
| Schauinsland                  |      | 3.264 WDPA: 319058 | Freiburg im Breisgau, Bollschweil, Oberried (Breisgau), Münstertal/Schwarzwald Bedeutendes Zeugnis der Landschafts- und Naturgeschichte im Hochschwarzwald, insbesondere als Dokument der eiszeitlichen und nacheiszeitlichen Landschaftsentwicklung; Gebiet von großer räumlicher und struktureller Vielfalt mit dem Vorkommen landschaftsprägender Wetterbuchen, zahlreicher zum Teil geschützter Biotope wie Extensivweiden, Moore, Feuchtwiesen, Quellen, Felsen, Steinriegel, Gehölze, naturnahe Bergwälder und auf den ehemaligen Bergbau zurückgehende Abraumhalden; Lebensraum vieler gefährdeter und seltener Tier- und Pflanzenarten, besonders hochmontan verbreiteter Eiszeitrelikte sowie bedeutendes Vogelzuggebiet, Teil des Europäischen ökologischen Netzes ¿Natura 2000". | ⊙        | 1.053,0       | 12. Dez. 2002 |
| Mühlmatten                    |      | 3.246 WDPA: 323091 | Freiburg im Breisgau Ein Feuchtgebiet, auf kleinerer Fläche bewaldet, überwiegend jedoch auf brachgefallenem Grünland liegend mit artenreichen Feuchtwiesen, Großseggenrieden, feuchten Hochstaudenfluren, Schilfröhricht, Feuchtwäldern / Gebüschen. | ⊙        | 39,0          | 17. März 1998 |
| Humbrühl-Rohrmatten           |      | 3.246 WDPA: 389605 | Freiburg im Breisgau Unterschiedlicher Biotoptypen, wie frische und feuchte Glatthaferwiesen, nasse Kohldistelwiesen, schilfbestandene Feuchtbrachen und echte Schilfröhrichtbereiche, stehende und fließende Gewässer sowie Helm-Azurjungfer und Großer Feuerfalter. | ⊙        | 25,8          | 16. Dez. 2008 |
| Schangen-Dierloch             | BW   | 3.246              | Freiburg im Breisgau Wiesenbereiche mit artenreichem Grünland und Nasswiesen, Grabensystem mit herausragender Libellenfauna. Seltene Rohbodenpionierarten und Ackerwildkräutern. Strukturreiche Eichen-Hainbuchenwälder, Traubenkirschen-Erlen-Eschen-Sumpfwald. | ⊙        | 131,3         | 4. Juli 2022  |
| Legende für Naturschutzgebiet |      |                    | |          |               |               |